# 239.ª Divisão de Infantaria (Alemanha)
A 239ª Divisão de Infantaria (em alemão:239. Infanterie-Division) foi uma unidade militar que serviu no Exército alemão durante a Segunda Guerra Mundial.

## Comandantes
| Comandante                               | Data                                         |
| ---------------------------------------- | -------------------------------------------- |
| General der Infanterie Ferdinand Neuling | 26 de agosto de 1939 - ? de dezembro de 1941 |

## Oficiais de operações
| Oberst Bruno Ortner         | 1939-setembro de 1939                        |
| Oberstleutnant Kurt Lottner | 7 de setembro de 1939-29 de novembro de 1939 |
| Major Georg von During      | janeiro de 1940-agosto de 1940               |
| Major Theodor Mehring       | 1 de abril de 1941-23 de março de 1942       |

## Área de operações
| Polônia                    | setembro de 1939 - junho de 1940 |
| Alemanha                   | junho de 1940 - maio de 1941     |
| Frente Oriental, setor sul | maio de 1941 - dezembro de 1941  |